# Wald (Bade-Wurtemberg)
Pour les articles homonymes, voir Wald.
Wald est une commune allemande du Bade-Wurtemberg, dans l'arrondissement de Sigmaringen.

## Étymologie
Le nom provient de wald, forêt en allemand.

## Histoire

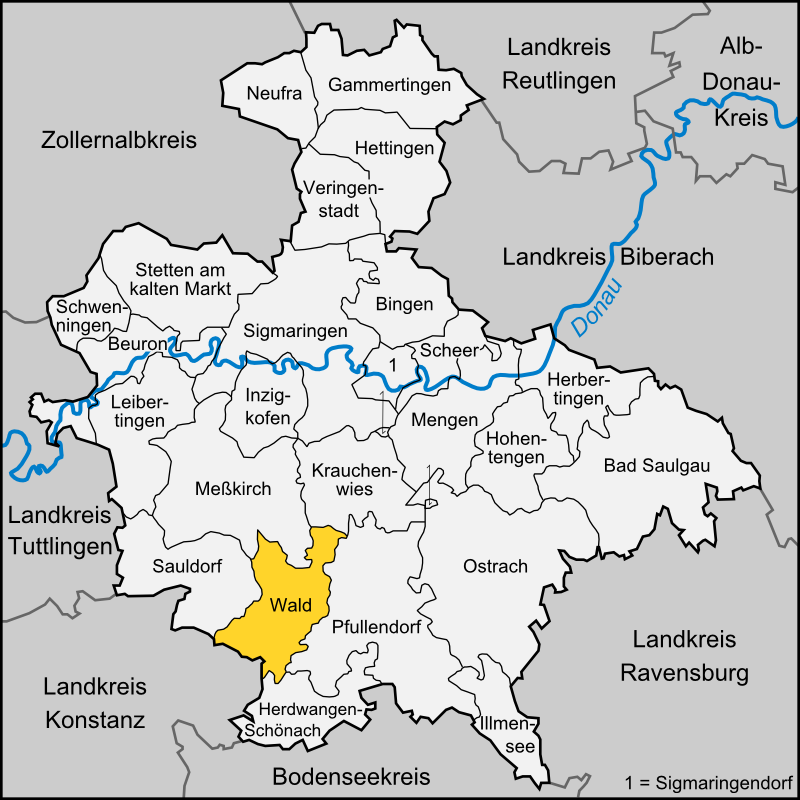
Situation de la commune de Wald dans l'arrondissement de Sigmaringen

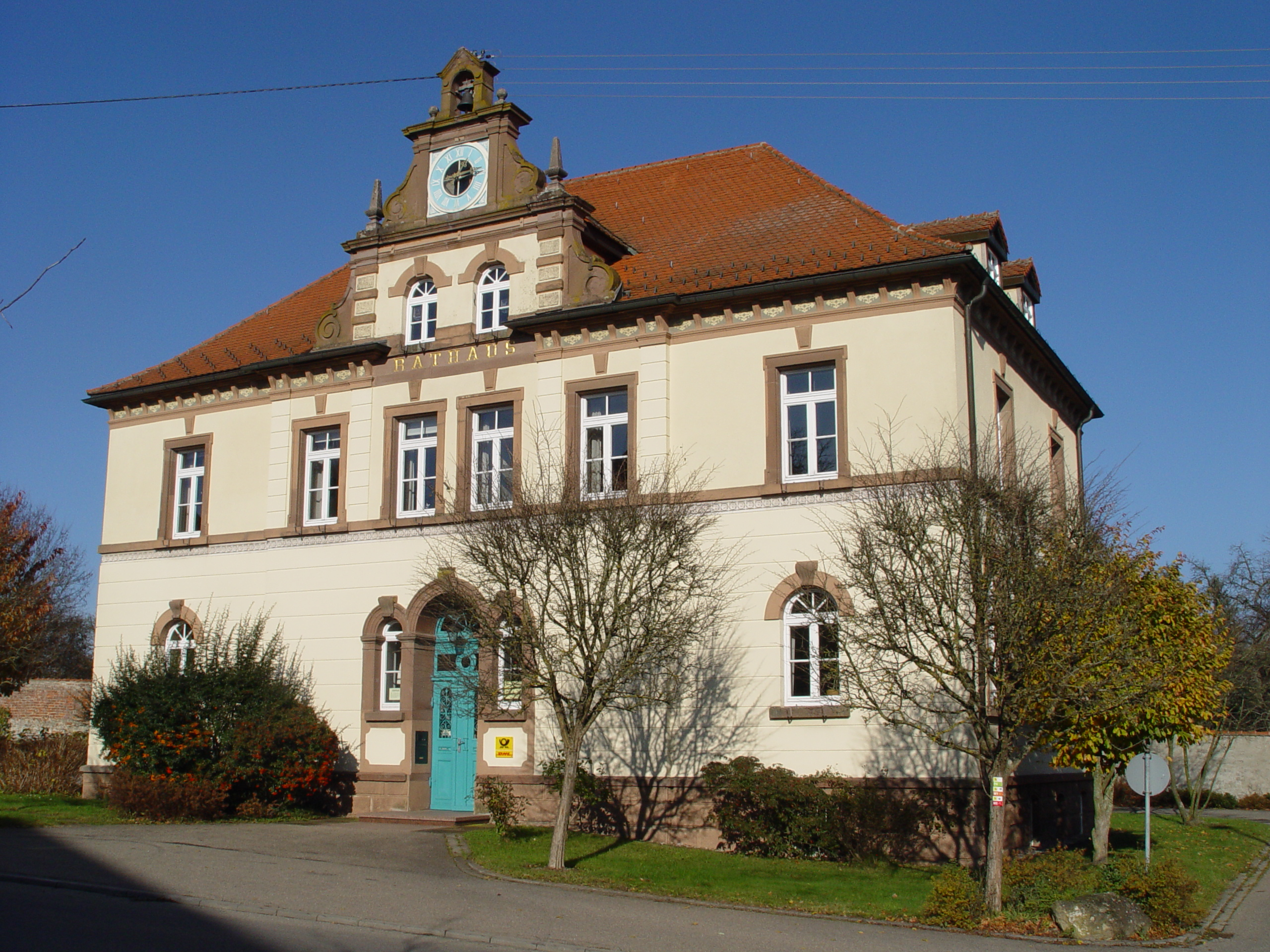
La mairie de Wald (ancien bâtiment d'école)

## Culture et monuments

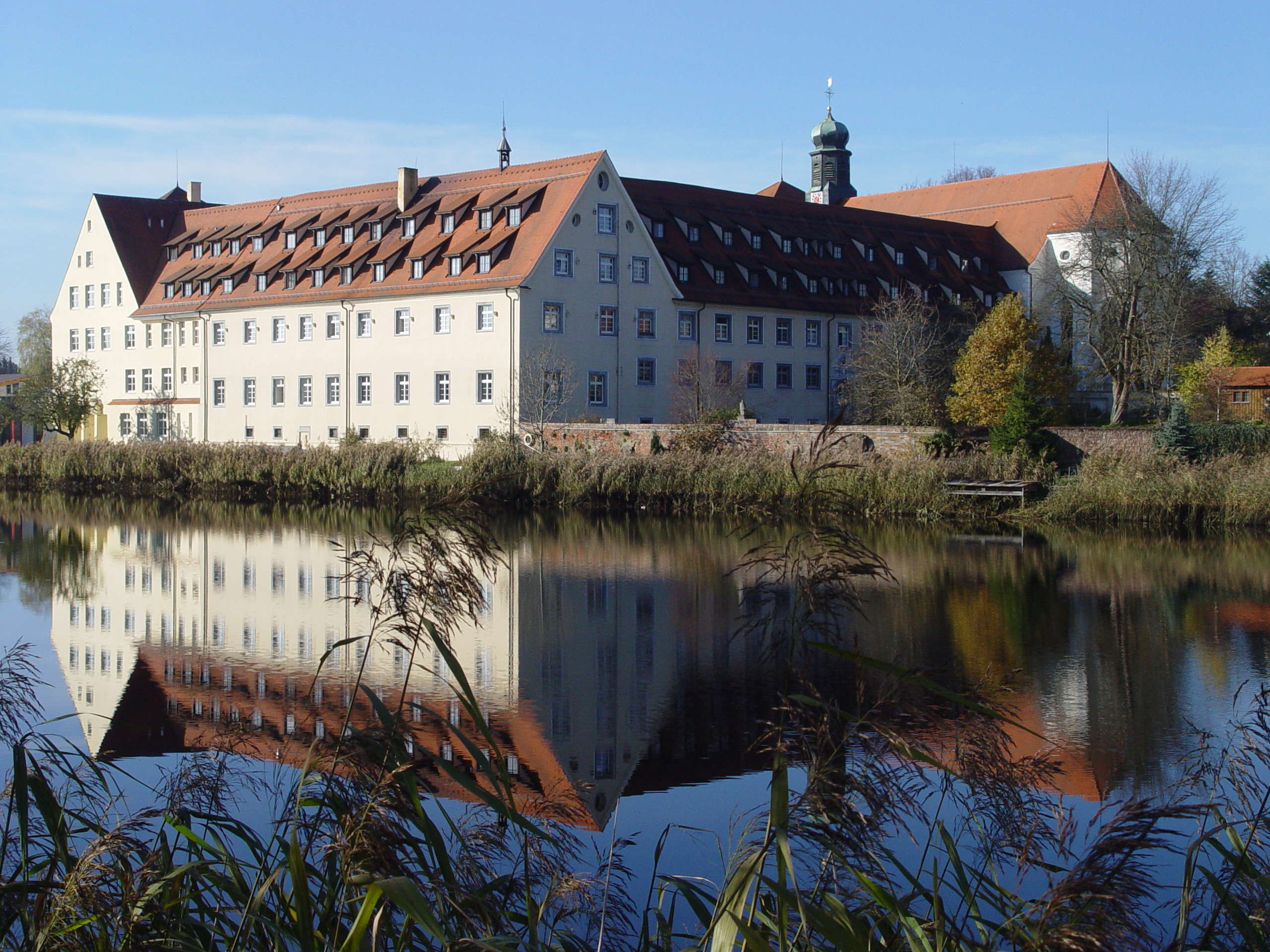
Le monastère Kloster Wald

## L'organisation de la commune

### Les armoiries des quartiers
| Armoiries      | Quartier         | Habitants (2008) | Superficie |
| -------------- | ---------------- | ---------------- | ---------- |
| Wald           | Wald (chef-lieu) | 1000             | 827,47 ha  |
| Glashütte      | Glashütte        | 107              | 178,66 ha  |
| Hippetsweiler  | Hippetsweiler    | 182              | 348,73 ha  |
| Kappel         | Kappel           | 111              | 334,66 ha  |
| Reischach      | Reischach        | 68               | 217,61 ha  |
| Riedetsweiler  | Riedetsweiler    | 85               | 203,61 ha  |
| Rothenlachen   | Rothenlachen     | 43               | 217,26 ha  |
| Ruhestetten    | Ruhestetten      | 177              | 643,29 ha  |
| Sentenhart     | Sentenhart       | 353              | 575,80 ha  |
| Walbertsweiler | Walbertsweiler   | 643              | 839,57 ha  |

## Jumelages
- Wald (Allemagne) depuis 1997
- Wald (Suisse) depuis 2001